# Sitticus sinensis
Sitticus sinensis là một loài nhện trong họ Salticidae.
Loài này thuộc chi Sitticus. Sitticus sinensis được Ehrenfried Schenkel-Haas miêu tả năm 1963.